# Apol·lònia de Mísia
Apollonia (Grec: Ἀπολλωνία) va ser una ciutat antiga de Mísia, Anatòlia, situada en un turó a l'est de Pèrgam, en el camí a Sardes. Sembla haver estat a prop les fronteres de Mísia i Lídia. Els editors del Barrington Atlas of the Greek and Roman World situen Apol·lònia entre les ciutats turques modernes de Yenice i Duvarlar.